# Woodruffiidae
Famille
Les Woodruffiidae sont une famille de Ciliés de la classe des Colpodea et de l’ordre des Cyrtolophosidida.

## Étymologie
Le nom de la famille vient du genre type Woodruffia, nommé en l'honneur du protistologiste L.L. Woodruff qui décrivit, notamment, plusieurs espèces du genre Paramecium.

## Description
Wilhelm Foissner fait, de cette famille la description suivante : 

« Taille petite à relativement grande avec une ouverture orale plus ou moins subapicale, sur le côté ventral (droit) de la cellule et inclinée à gauche de l'axe principal du corps. Organelle paroral constitué d'une rangée ininterrompue de dicinétides ; Un à nombreux organelles adoraux s'étendant au-delà de la marge distale de l'ouverture buccale, forment une suture préorale dans la ciliature somatique et donnent à l'appareil oral une forme en « σ ». D'habitude pas de pseudo-membrane postorale le long de la marge buccale gauche. Argyrome (de type) platyophryidien ou colpodien. Division libre et/ou sous kyste. Organelle paroral parental probablement réorganisé pendant la stomatogenèse (formation de la cavité buccale). »

## Répartition
Cette famille a été recensée de façon éparse sur le globe.

## Liste des genres
Selon GBIF (21 novembre 2022) :
- Etoschophrya
- Kuklikophrya Njiné, 1979
- Rostrophrya Njiné, 1979
- Rostrophryides Foissner, 1987
- Woodruffia Kahl, 1931[2] - genre type
- Woodruffides Foissner, 1987

## Systématique
Le nom valide de ce taxon est Woodruffiidae von Gelei, 1954.